# Drottningholm
Drottningholm, literalmente «Isla de la Reina», es una localidad situada en el municipio de Ekerö de la provincia de Estocolmo, Suecia, que tenía 398 habitantes en 2010. Está situado en la isla Lovön del lago Mälar, a las afueras de Estocolmo. Aquí se encuentra el palacio de Drottningholm, residencia de la Familia Real de Suecia desde 1981. El pueblo fue diseñado y construido a mediados del siglo XVIII para las personas que trabajaban en el palacio. Es un buen ejemplo de cómo era un pueblo sueco en los siglos XVIII y XIX, ya que contiene muchas casas y villas pintorescas.
Se puede llegar a Drottningholm en transporte público tomando el metro a Brommaplan, posteriormente un autobús de SL con dirección a Ekerö.
Drottningholm prestó su nombre al barco S/S Drottningholm, usado durante la Segunda Guerra Mundial para la repatriación de diplomáticos, civiles y prisioneros de guerra entre Alemania, el Reino Unido y los Estados Unidos. Los soldados británicos a bordo, que no conocían el significado del nombre sueco, lo llamaban Trotting Home («casa trotante»).